# SSVg Velbert
SSVg Velbert is een Duitse voetbalclub uit Velbert.
De club ontstond in 1964 als fusie tussen SSV Velbert 1912 en VfB 02/07. De geschiedenis gaat terug tot 24 februari 1902.

## Resultaten
| Seizoen | Competitie               | Plaats | Promotie/ degradatie                 |
| ------- | ------------------------ | ------ | ------------------------------------ |
| 1979/80 | Verbandsliga Niederrhein | 3      |                                      |
| 1980/81 | Verbandsliga Niederrhein | 8      |                                      |
| 1981/82 | Verbandsliga Niederrhein | 9      |                                      |
| 1982/83 | Verbandsliga Niederrhein | 11     |                                      |
| 1983/84 | Verbandsliga Niederrhein | 11     |                                      |
| 1984/85 | Verbandsliga Niederrhein | 15     | degradatie                           |
| 1985/86 | Landesliga Niederrhein   | ?      | promotie                             |
| 1986/87 | Verbandsliga Niederrhein | 3      |                                      |
| 1987/88 | Verbandsliga Niederrhein | 10     |                                      |
| 1988/89 | Verbandsliga Niederrhein | 10     |                                      |
| 1989/90 | Verbandsliga Niederrhein | 17     | degradatie                           |
| 1990/91 | Landesliga Niederrhein   | 14     | degradatie                           |
| 1991/92 | Bezirksliga              | 1      | promotie                             |
| 1992/93 | Landesliga Niederrhein   | 3      |                                      |
| 1993/94 | Landesliga Niederrhein   | 10     |                                      |
| 1994/95 | Landesliga Niederrhein   | 5      |                                      |
| 1995/96 | Landesliga Niederrhein   | 11     |                                      |
| 1996/97 | Landesliga Niederrhein   | 2      | geen promotie na play-offs           |
| 1997/98 | Landesliga Niederrhein   | 2      | geen promotie na play-offs           |
| 1998/99 | Landesliga Niederrhein   | 1      | promotie                             |
| 1999/00 | Verbandsliga Niederrhein | 1      | promotie                             |
| 2000/01 | Oberliga Nordrhein       | 4      |                                      |
| 2001/02 | Oberliga Nordrhein       | 4      |                                      |
| 2002/03 | Oberliga Nordrhein       | 3      |                                      |
| 2003/04 | Oberliga Nordrhein       | 1      | geen licentie voor promotie gekregen |
| 2004/05 | Oberliga Nordrhein       | 3      |                                      |
| 2005/06 | Oberliga Nordrhein       | 4      |                                      |
| 2006/07 | Oberliga Nordrhein       | 3      |                                      |
| 2007/08 | Oberliga Nordrhein       | 6      | NRW-Liga-kwalificatie                |
| 2008/09 | NRW-Liga                 | 13     |                                      |
| 2009/10 | NRW-Liga                 | 12     |                                      |
| 2010/11 | NRW-Liga                 | 6      |                                      |
| 2011/12 | NRW-Liga                 | 4      | promotie                             |
| 2012/13 | Regionalliga West        | 13     |                                      |
| 2013/14 | Regionalliga West        | 19     | degradatie                           |
| 2014/15 | Oberliga Niederrhein     | 1      | promotie                             |
| 2015/16 | Regionalliga West        | 16     | degradatie                           |

## Bekende (oud-)spelers
- Ayhan Tumani
- Marek Leśniak